# David Pogue
David Pogue, född 9 mars 1963 i Shaker Heights i Ohio USA, är känd för sitt arbete som författare, teknikjournalist och för sitt komiska sätt att recensera teknik i sin videoblogg.  

## Uppväxt
David Pogue växte upp i Shaker Heights, Ohio i USA. Redan i tidig ålder så visade sig intresset för musik och teater vara mycket stort. I grundskolan var han delaktig i flera olika skolmusikaler och skolteatrar bland annat som kompositör och pianist. Pogue var också mycket duktig på språk och vann bland annat stavningstävlingen Ohio Spelling Bee 1977. Ytterligare ett intresse under ungdomen var trolleri och Pogue genomförde runt 400 olika trolleriuppvisningar under tonåren. Hans musikintresse gjorde att han valde att börja studera musik vid Yale universitetet.

## Karriär

### Broadway
1985 tog han examen på Yale där han utöver musik även hade studerat engelska och datavetenskap. Då studierna var avslutade så flyttade han till New York med drömmen att skapa sig ett namn inom musikalbranschen på Broadway. Han arbetade på Broadway i tio år som bland annat keyboardist och dirigent. Han märkte dock ganska snart att suget efter unga dirigenter i New York i stort sett var obefintligt så han lade sin musikkarriär på is tillsvidare för att istället koncentrera sig mer på att undervisa om hur man använder datorer.

### Macworld
1988 började han skriva för den amerikanska utgåvan av MacWorld vilket han fortsatte med till år 2000. Det var genom sitt arbete på Macworld som Pogue fick möjlighet att börja skriva böcker. Macworlds systerbolag IDG Books kontaktade Pogue med en förfrågan om han ville skriva boken Macs for dummies. Vilket han tackade ja till och under årens lopp så har han totalt medverkat till sju olika böcker i ...for dummies-serien bland annat Macintosh, Opera, magi och klassisk musik. Värt att nämna är att när Pogue skrev Macs for dummies fanns det bara en tidigare bok i serien och det var Dos for dummies.

### The Missing Manual
2000 startade Pogue företaget Pogue Press. Under det företaget har Pogue nu valt att ge ut en egen bokserie som han kallar för the Missing Manual (sv. översättning den saknade manualen). Tanken bakom the Missing Manual serien är att böckerna ska agera som den manualen som borde följt med till exempel ett datorprogram men som inte gjorde det. Hittills har det släppts ungefär 60 olika titlar i the Missing Manual serien.

### New York Times
Pogue har en veckovis återkommande artikel i New York Times där han recenserar en teknisk pryl. På NY Times' webbplats kan man även finna en blogg och komiska videoklipp där Pogue recenserar tekniska prylar.

### Radio och TV
Pogue var en återkommande teknologigäst i Martha Stewarts TV-show (innan hon åkte i fängelse) och sedan 2000 så har han även varit med sex gånger om året op "CBS News Sunday Morning". Hans inslag om Google och spam problem tilldelades priset Business Emmy 2004.
Pogue har även gjort en egen TV-serie som heter It's All Geek to Me. Serien som är från 2007 innehåller tolv oberoende avsnitt där Pogue visar upp olika tekniska prylar som riktar sig till vanliga konsumenter. TV-serien sändes på Discovery HD och Discovery Science.

## Böcker

### Faktalitteratur
- Classical Music for Dummies
- Crossing Platforms: A Macintosh/Windows Phrasebook (med Adam C. Engst)
- The Flat-Screen iMac for Dummies
- GarageBand 2: the Missing Manual
- GarageBand: the Missing Manual
- The Great Macintosh Easter Egg Hunt
- The iBook for Dummies
- iLife '04: The Missing Manual
- iLife '05: The Missing Manual
- The iMac for Dummies
- iMovie: The Missing Manual
- iMovie 2: The Missing Manual
- iMovie 3 & iDVD: The Missing Manual
- iMovie 4 & iDVD: The Missing Manual
- iMovie HD & iDVD 5: The Missing Manual
- iMovie 6 & iDVD: The Missing Manual
- iPhoto: The Missing Manual
- iPhoto 2: The Missing Manual
- iPhoto 4: The Missing Manual
- iPhoto 5: The Missing Manual
- iPhoto 6: The Missing Manual
- Mac OS 9: The Missing Manual
- Mac OS X: The Missing Manual
- Mac OS X Hints (med Rob Griffiths)
- Mac OS X Tiger in a Nutshell
- Macs for Dummies
- Macs for Teachers
- Macworld Mac & Power Mac Secrets (med Joseph Schorr)
- Magic for Dummies
- The Microsloth Joke Book: A Satire (editor)
- More Macs for Dummies
- Opera for Dummies (med Scott Speck)
- PalmPilot: The Ultimate Guide
- Switching to the Mac: The Missing Manual (med Adam Goldstein)
- Tales from the Tech Line: Hilarious Strange-But-True Stories from the Computer Industry's Technical-Support Hotlines (editor)
- The Weird Wide Web (med Erfert Fenton)
- Windows Me: The Missing Manual
- Windows Vista: The Missing Manual
- Windows Vista for Starters: The Missing Manual
- Windows XP Home Edition: The Missing Manual
- Windows XP Pro: The Missing Manual

### Skönlitteratur
- Hard Drive (1993)